# Honda Brio
Honda Brio — городской автомобиль, выпускаемый компанией Honda с марта 2011 года. Он продаётся в основном в Юго-Восточной Азии, а также в других регионах и позиционируется как модель хэтчбека начального уровня, расположенная ниже моделей Fit/Jazz и City.
Название Brio в переводе с итальянского означает «бодрость» или «воодушевление». В августе 2013 года в Индонезии несколько вариантов Brio начального уровня получили дополнительное название, чтобы соответствовать национальной программе LCGC (Low Cost Green Car). Название Satya (санскрит: «истинный», «неподдельный», «искренний» или «верный») используется в качестве суффикса.

## Первое поколение (DD1/2; 2011)
Концепт-кар Honda Brio был представлен в 2010 году в Таиланде. Сборка началась в марте 2011 года в Таиланде, а в сентябре того же года — в Индии. Также автомобиль продавался в Индонезии, Филиппинах и Южной Африке.

### Технические характеристики
Honda Brio первого поколения приводился в движение 1,2-литровым четырёхцилиндровым бензиновым двигателем L12B3 мощностью 65—66 кВт (87—89 л. с.) при 6000 об/мин и крутящим моментом 108—110 Н⋅м при 4500—4800 об/мин, либо 1,3-литровым четырёхцилиндровым бензиновым двигателем L13Z1 мощностью 73,5 кВт (99 л. с.) при 6000 об/мин и крутящим моментом 127 Н⋅м при 4800 об/мин. Двигатели сочетались в паре с пятиступенчатой механической, пятиступенчатой автоматической или же с бесступенчатой трансмиссией.

### Галерея
- Вид спереди
- 2013 Brio S (DD2; Индонезия)
- 2016 Brio Satya E (DD1; Индонезия)
- Интерьер
- 2017 Brio RS (DD1; Индонезия)
- 2017 Brio RS (DD1; Индонезия)
- 2018 Brio Satya E (DD1; Индонезия)

## Второе поколение (DD1; 2018)
Второе поколение Honda Brio было представлено 2 августа 2018 года. Ранее в апреле 2018 года был представлен концепт-кар Small RS Concept.
В отличие от Amaze второго поколения, Brio второго поколения сохранил ту же платформу, что и предыдущее поколение, хотя и с удлинённым шасси. Изменения коснулись радиаторной решётки, задних боковых дверей, багажника и светотехники.
Из-за падения спроса в Таиланде и Индии Brio второго поколения производится исключительно в Индонезии. Экспорт из страны начался 26 марта 2019 года на Филиппины и Вьетнам. С 2023 года автомобиль также поставляется в Бруней.

### Галерея
- Small RS Concept
- Интерьер
- 2019 Honda Brio Satya E 1.2 (DD1)
- 2020 Brio Satya E
- 2021 Brio RS
- 2022 Brio RS Urbanite Edition
- 2023 Brio RS

## Продажи
В 2015 году Brio Satya стал третьим самым продаваемым автомобилем категории LCGC в Индонезии. В 2019 году, после Toyota Avanza, Honda Brio стал вторым самым продаваемым легковым автомобилем в Индонезии. К апрелю 2022 года в Индонезии было продано около 435000 единиц Honda Brio.
В 2017 году общий объём продаж в Азии и Океании достиг 65325 единиц, что на 26% больше, чем годом ранее. 
| Год  | Индонезия | Таиланд | Индия  | Филиппины | Вьетнам |
| ---- | --------- | ------- | ------ | --------- | ------- |
| 2011 |           | 3,177   |        |           |         |
| 2012 | 8,002     | 12,863  | 31,221 |           |         |
| 2013 | 17,165    | 8,567   | 24,954 |           |         |
| 2014 | 38,693    | 1,896   | 13,246 | 948       |         |
| 2015 | 43,426    | 822     | 10,618 | 1,925     |         |
| 2016 | 46,496    | 835     | 7,260  | 3,441     |         |
| 2017 | 53,958    | 1,504   | 5,412  | 3,946     |         |
| 2018 | 59,251    | 1,347   | 2,277  | 2,558     |         |
| 2019 | 70,344    |         | 3      | 2,896     |         |
| 2020 | 40,879    |         |        | 3,260     | 2,906   |
| 2021 | 44,995    |         |        | 3,220     | 2,870   |
| 2022 | 61,025    |         |        |           |         |
| 2023 | 62,195    |         |        | 2,504     |         |